# Voldemārs Zāmuels
Voldemārs Zāmuels (* 10. Maijul. / 22. Mai 1872greg. in Dzērbene, Landkreis Cēsis; † 16. Januar 1948 in Ravensburg) war lettischer Politiker und Ministerpräsident der Demokratischen Zentrumspartei (Demokrātiskā Centra Partija).

## Leben
Voldemārs Zāmuels absolvierte ein Studium an der Kaiserlichen Universität Dorpat in Estland. Er war bereits vom 30. November 1917 bis zum 17. November 1918 als Parteiloser Vorsitzender des Provisorischen Nationalrates.
Nach der Unabhängigkeit Lettlands am 18. November 1918 wurde er am 19. Dezember 1918 Richter am Obersten Gerichtshof. Später wurde er am 23. September 1919 Generalankläger des Obersten Gerichtshofes.
Anschließend war er Deputierter der Gesetzgebenden Versammlung (Satversmes sapulce), wo er die Interessen der Demokratischen Zentrumspartei (Demokrātiskā Centra Partija) vertrat. Am 19. Juni 1921 berief ihn Ministerpräsident Zigfrīds Anna Meierovics zum Landwirtschaftsminister. Dieses Amt bekleidete er bis zum 20. Juli 1922.
Am 27. Januar 1924 wurde er als Nachfolger von Meierovics schließlich selbst zum Ministerpräsidenten ernannt. Seit der Unabhängigkeit Lettlands war er damit der erste Ministerpräsident, der nicht der Partei Bauernverband Lettlands (Latviešu zemnieku savienība) angehörte. In seinem bis zum 18. Dezember 1924 amtierenden Kabinett übernahm er bis zum 9. April 1924 auch das Amt des Justizministers. Nachfolger als Ministerpräsident wurde Hugo Celmiņš.
Bei der Präsidentschaftswahl 1927 kandidierte er als einer von fünf Kandidaten erfolglos gegen Gustavs Zemgals, der ebenfalls der Demokratischen Zentrumspartei angehörte. Während des Zweiten Weltkrieges befand er sich im Exil in Deutschland.